# Doicholobosa nigrovittata
Doicholobosa nigrovittata is een rechtvleugelig insect uit de familie sabelsprinkhanen (Tettigoniidae). De wetenschappelijke naam van deze soort is voor het eerst geldig gepubliceerd in 1994 door Liu & Bi als Cosmetura nigrovittata.